# Delco Electronics
La Delco Electronics Corporation è stata un'azienda di elettronica automotive sussidiaria della General Motors con sede a Kokomo. Il nome Delco era l'acronimo di Dayton Engineering Laboratories Co., fondata a Dayton, da Charles Kettering e Edward A. Deeds nel 1909. La Delco fu la prima a creare nell'ambito automobilistico alcuni sistemi elettrici divenuti poi standard come il primo sistema di accensione a batteria e il primo sistema di avviamento elettrico.

## Storia

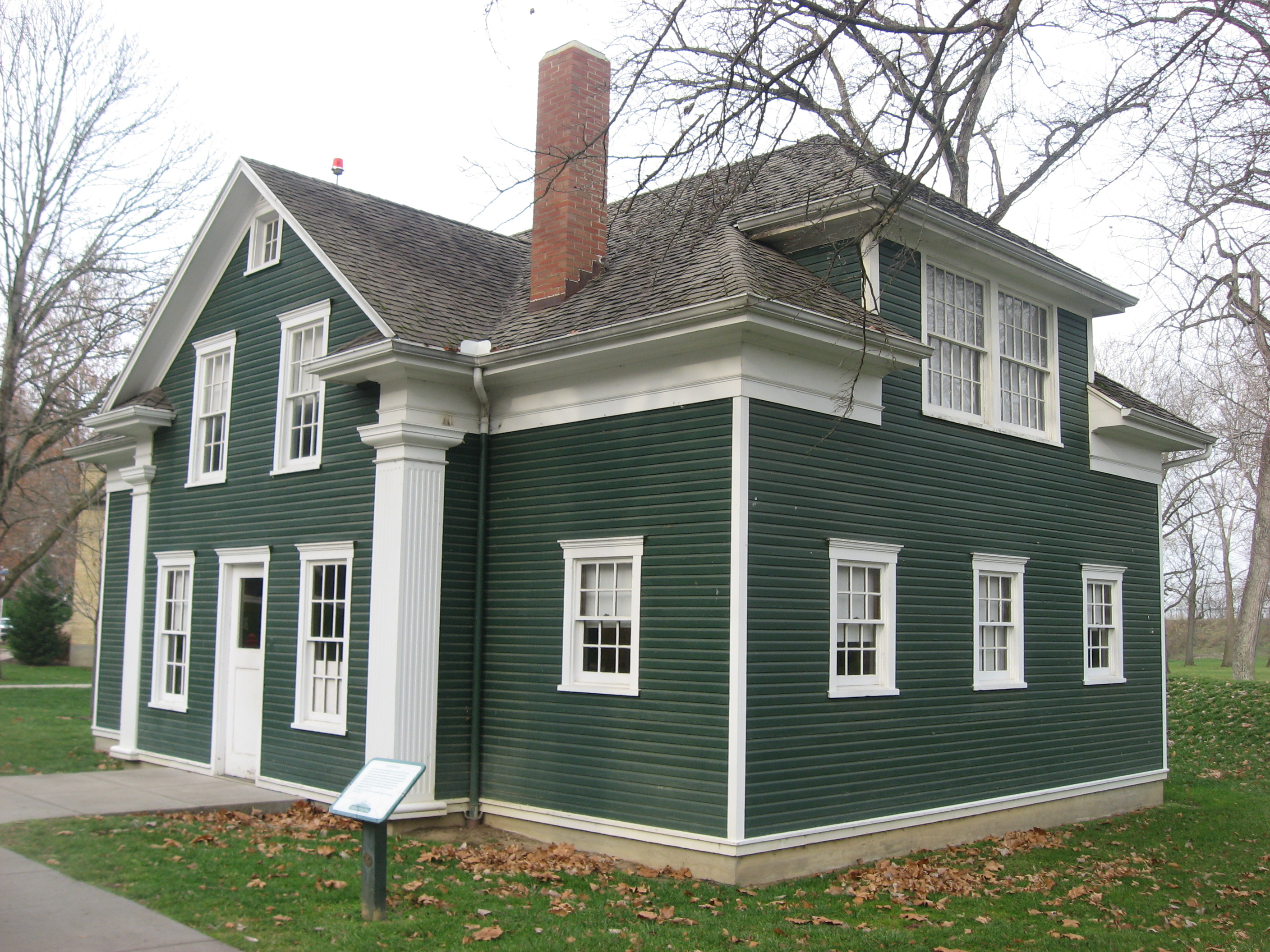
Casa di Deeds

Kettering e Deeds erano colleghi al National Cash Register Company (NCR). Kettering e Deeds furono amici di lunga data e nel 1904 Deeds raggiunse Kettering lì per motorizzare un registratore di cassa.

### L'accensione di Deeds

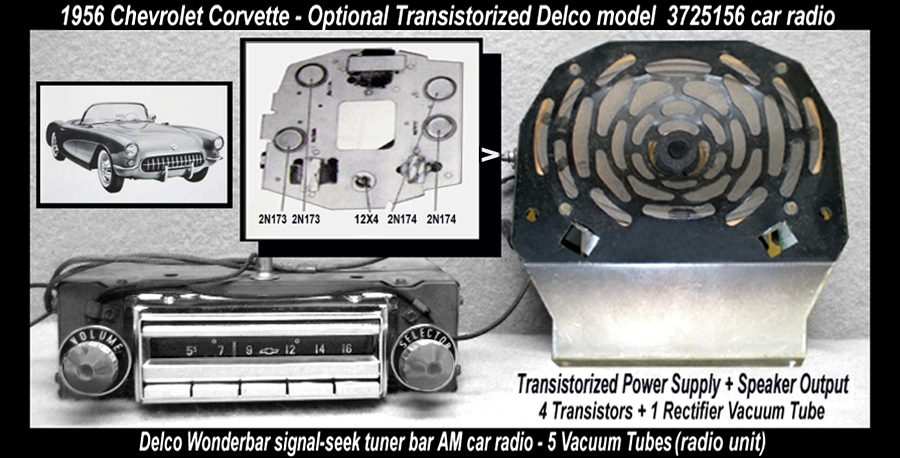
Del 1956 la Chevrolet Corvette Transistorized "Hybrid" (tubi a vuoto e transistor) Car Radio.

Nel 1908, Deeds chiese aiuto per il montaggio del kit di un'automobile. Nel tempo libero, Deeds, l'amico collega William A. Chryst e altri del NCR, tra cui Kettering, svilupparono un sistema di accensione ex novo. Lasciarono l'NCR nel 1909; Kettering si concentrò sul suo nuovo sistema di accensione. Nel 1909, quando Henry Leland della Cadillac ordinò 5.000 impianti, Deeds e Kettering formarono la Dayton Engineering Laboratories Company. Il sistema venne introdotto sulle Cadillac nel 1910.

### Riorganizzazione
Nel 1997, le divisioni aerospace e defense della Hughes Electronics (Hughes Aircraft e Delco Systems Operations) si fusero con la Raytheon; la Hughes Network Systems della Hughes Communications divenne DirecTV; la parte commerciale della Delco Electronics fu spostata alla Delphi Automotive (General Motors).
Il 28 maggio 1999, la Delphi divenne indipendente e continuò fino al 2004 a produrre con il proprio marchio. La General Motors lo usa ancora per alcune sue divisioni, tra cui la ACDelco.